# Pachysaga strobila
Pachysaga strobila är en insektsart som beskrevs av Rentz, D.C.F. 1993. Pachysaga strobila ingår i släktet Pachysaga och familjen vårtbitare. IUCN kategoriserar arten globalt som akut hotad. Inga underarter finns listade i Catalogue of Life.